# Poil racinaire

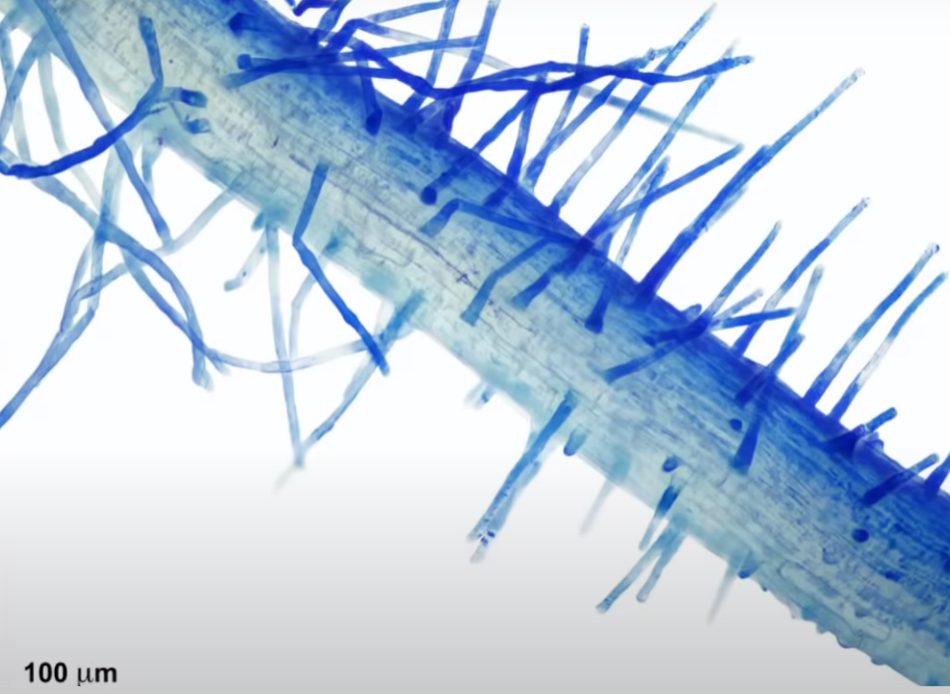
Les poils racinaires sont des prolongements des cellules du rhizoderme. Leur forme allongée, leur grande vacuole et leur paroi cellulaire amincie, favorisent l'absorption d'eau et des minéraux. Ils ont un diamètre de 12 à 15 μm et font de un à plusieurs mm de long.

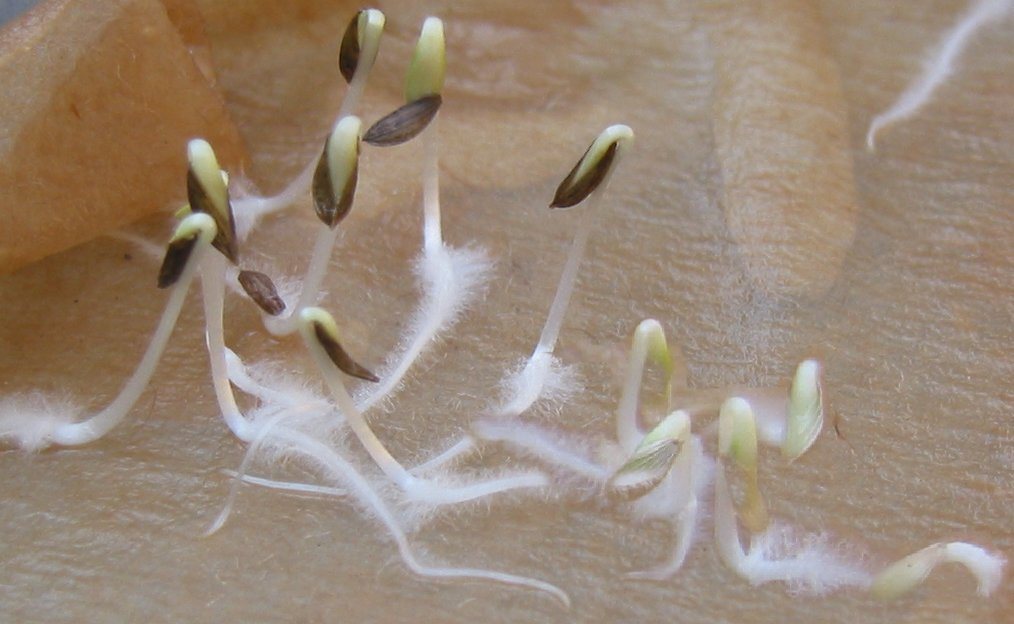
Poils absorbants sur des racines de graines germées de laitue.

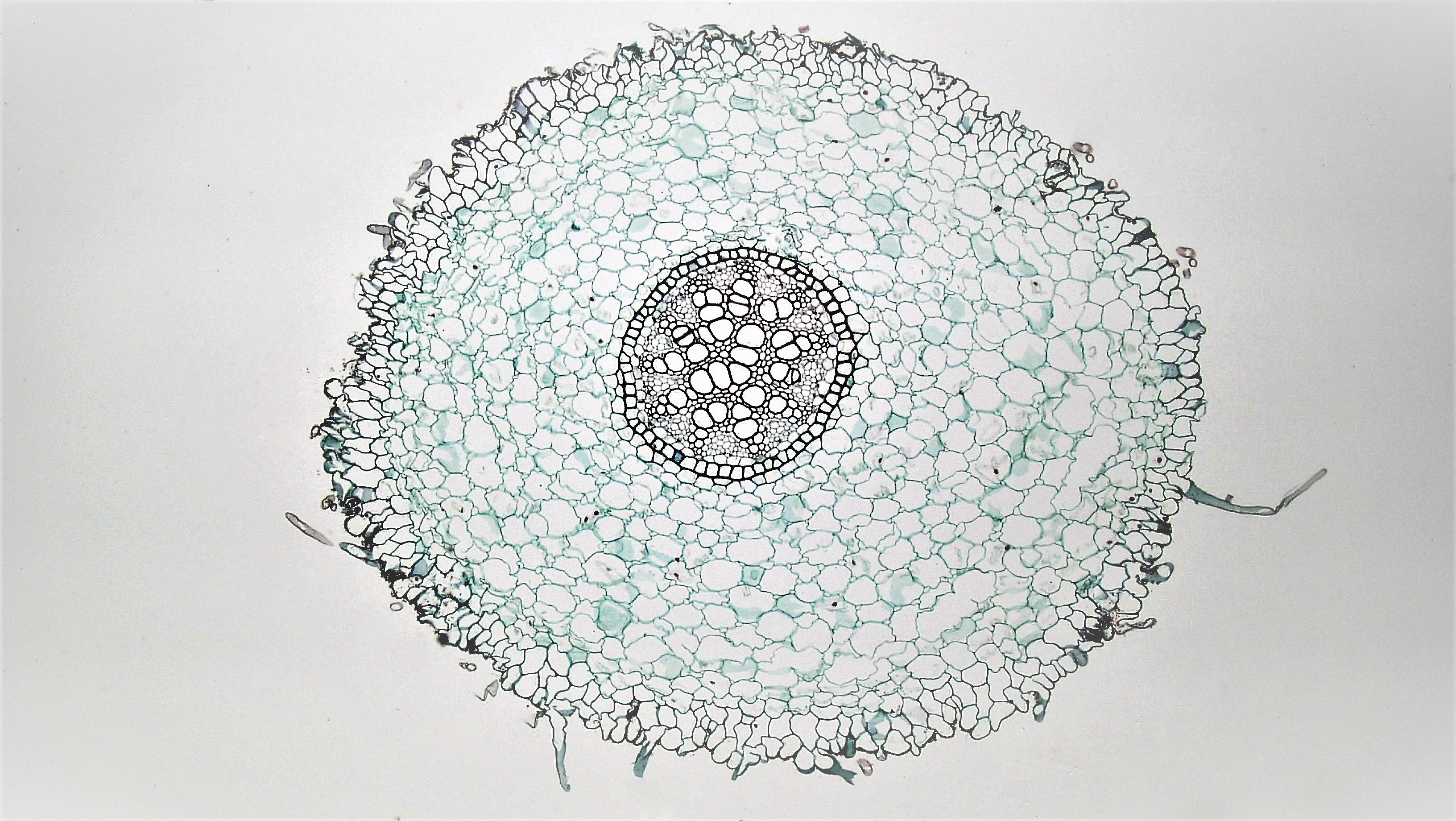
Photomicrographie d'une coupe transversale de racine de lys après coloration, montrant le rhizoderme et les poils absorbants.

Un poil racinaire ou poil absorbant est une cellule différenciée du rhizoderme d'une racine. En raison de leur grande surface d'échange avec le sol et grâce à leur paroi fine et hydrophile, les poils absorbants sont les principaux sites d'absorption d'eau (en) et de sels minéraux dans la phase juvénile de la plante, avant d'être essentiellement remplacés par le réseau mycorhizien.
Le terme poil racinaire est préférable à celui de poil absorbant car cette cellule est surtout spécialisée dans l'acquisition d'éléments nutritifs peu mobiles (phosphore, oligo-éléments), les autres types de ressources nutritives (eau, nitrates) étant aussi absorbées mais essentiellement à un niveau différent par d'autres cellules racinaires.

## Description
Dans la zone pilifère de la racine, de nombreuses cellules du rhizoderme se différencient en poils absorbants : sur la face externe d'un trichoblaste (cellule initiale d'un poil), une émergence à croissance unipolaire et rapide s'insinue entre les particules du sol. Sa progression est facilitée par le mucigel agissant comme un lubrifiant. Un poil adulte a une forme tubulaire très fine (quelques micromètres de diamètre) et très longue à l'échelle cellulaire (quelques millimètres). Sa paroi mince et hydrophile permet la circulation de l'eau et des éléments minéraux jusqu'à la membrane et vers les cellules adjacentes. La vacuole occupe presque tout l'espace intracellulaire.
La zone pilifère forme un manchon de quelques centimètres de hauteur à l'extrémité de la racine juste après la coiffe et la zone d'élongation. Elle se détruit continuellement par le haut, remplacée par une assise subéreuse, alors que de nouveaux poils se forment à sa base. Elle reste ainsi à distance constante de la coiffe et accompagne l'allongement de la racine. Les poils ont une vie transitoire de quelques jours à quelques semaines selon la vigueur de la croissance.
Le nombre de poils absorbants est très important et peut dépasser le milliard avec une densité pouvant atteindre 2 000 poils par centimètre carré de surface racinaire. Ils augmentent considérablement la surface d'échange entre la racine et le sol. Une étude a par exemple dénombré près de 15 milliards de poils absorbants sur un seul plant de seigle, représentant une surface de 400 m2 pour une surface racinaire totale de l'ordre de 639 m2.
Certaines plantes sont dépourvues de poils absorbants, comme le cocotier (Cocos nucifera), certaines plantes aquatiques ou orchidées épiphytes à racines aériennes...
Plus de 90 % des plantes sont mycorhizées. Elles n'ont des poils absorbants actifs qu'en période de germination, en attendant d'être colonisées par des hyphes du champignon symbiote qui assurent l'absorption d'eau et des nutriments. Ces poils absorbants sont donc des traits juvéniles. Ils sont fonctionnels dans quelques groupes de plantes (moins de 10 %) non mycorhizés. Ces groupes ont perdu secondairement l'association et illustrent le phénomène de néoténie. Ce sont essentiellement des plantes de milieux pionniers (absence de champignons) ou milieux humides/riches, dans lesquels l'approvisionnement hydrominéral ne nécessite pas de mycorhize.

## Fonctions
Les poils absorbants ont pour fonction principale l'absorption d'eau, pour compenser la transpiration des parties aériennes, et d'éléments minéraux nécessaires à la synthèse de molécules complexes. Ils jouent également un rôle dans l'élaboration d'associations symbiotiques avec des bactéries fixatrices d'azote, telles que les nodosités des Fabacées (Légumineuses) ou les actinorhizes.
L'absorption d'eau se fait, schématiquement, par osmose, le milieu intracellulaire étant très hypertonique par rapport à la solution aqueuse du sol. L'eau peut traverser la membrane par diffusion mais elle entre majoritairement par des pores très perméables, les aquaporines.
L'absorption d'éléments minéraux, sélective et indépendante du flux hydrique lié à la transpiration, se fait par transport actif. La plupart sont directement puisés sous forme d'ions dans la solution du sol (en solution aqueuse légèrement acide, de nombreux sels sont dissociés). Certains (notamment le fer) ne sont pas solubles à ces pH ou difficilement dissociables : ils sont absorbés sous forme de chélates.